# Regionalwahlkreis Steiermark Nord-West
Der Regionalwahlkreis Steiermark Nord-West (ehemals Wahlkreis 6G) war ein Regionalwahlkreis in Österreich, der bei Wahlen zum Nationalrat für die Vergabe der Mandate im ersten Ermittlungsverfahren gebildet wurde. Der Wahlkreis umfasste den Bezirk Leoben und den Bezirk Liezen.
Bei der letzten Nationalratswahl 2008 waren im Regionalwahlkreis Steiermark Nord-West 118.237 Personen wahlberechtigt, wobei bei der Wahl die Sozialdemokratische Partei Österreichs (SPÖ) mit 38,2 % als stärkste Partei hervorging. Im Wahlkreis erreichte 2008 lediglich die SPÖ eines der drei zu vergebenden Grundmandate.
Mit der Nationalratswahl 2013 wurde der Regionalwahlkreis Steiermark Nord-West mit den früheren Regionalwahlkreisen Steiermark Nord und Steiermark West zum neugeschaffenen Regionalwahlkreis Obersteiermark vereint.

## Geschichte
Nach dem Ende des Staates Österreich-Ungarn wurden für das Gebiet der Steiermark mit der Wahlordnung 1918 für die Wahl der konstituierenden Nationalversammlung vier Wahlkreise geschaffen, wobei für das Gebiet des heutigen Regionalwahlkreises der Wahlkreis Obersteier (Wahlkreis 23) bestand, der jedoch auch zahlreiche weitere Gebiete umfasste. Nachdem die Wahlordnung von 1923 von der austrofaschistischen Regierung 1934 außer Kraft gesetzt worden war, wurde die ursprüngliche Einteilung der Wahlkreise nach dem Zweiten Weltkrieg mit dem Verfassungsgesetz vom 19. Oktober 1945 weitgehend wieder eingeführt. Mit der Nationalrats-Wahlordnung 1971 kam es zu einer tiefgreifenden Wahlkreisreform, mit der die Anzahl der Wahlkreise in Österreich auf nur noch neun reduziert wurde. Für das Bundesland Steiermark bestand in der Folge nur noch ein Wahlkreis, der Wahlkreis Steiermark (Wahlkreis 6). Mit Inkrafttreten der Nationalrats-Wahlordnung 1992 wurde das österreichische Bundesgebiet schließlich in 43 Regionalwahlkreise unterteilt und somit ein drittes Ermittlungsverfahren eingeführt, wobei die Bezirke Leoben und Liezen zum Wahlkreis Steiermark Nord-West (Wahlkreis 6G) zusammengeschlossen wurden. 1993 wurden dem Regionalwahlkreis vier Mandate zugewiesen, wobei die Neuberechnung der Mandatsverteilung im Jahr 2002 (nach den Ergebnissen der Volkszählung 2001) zu einer Reduktion der Grundmandate auf drei Mandate im Regionalwahlkreis Steiermark Nord-West führte. Im Zuge der Zusammenlegung von Bezirken im Bundesland Steiermark kam es per 1. Jänner 2013 auch zu einer Neuordnung der Regionalwahlkreise im Bundesland Steiermark. Dadurch wurde der Regionalwahlkreis Steiermark Nord-West mit den Regionalwahlkreisen Steiermark Nord (mit den früheren Bezirken Bruck an der Mur und Mürzzuschlag bzw. Bezirk Bruck-Mürzzuschlag) und Steiermark West (mit den früheren Bezirken Judenburg und Knittelfeld bzw. Bezirk Murtal sowie dem Bezirk Murau) zum neugeschaffenen Regionalwahlkreis Obersteiermark verschmolzen.
Seit der Gründung des Regionalwahlkreises erlangte die SPÖ bei jeder Wahl die Stimmenmehrheit, wobei ihr bestes Ergebnis mit 48,4 % bei der Nationalratswahl 1995 verzeichnen konnte.  Den zweiten Platz im Regionalwahlkreis belegten zunächst abwechselnd die Österreichische Volkspartei (ÖVP) und die Freiheitliche Partei Österreichs (FPÖ), wobei die ÖVP bei den letzten drei Wahlen immer Zweiter wurde. Ihr bestes Ergebnis erreichte die ÖVP dabei 2002 mit 36,6 %. Die FPÖ hatte bei den Wahlen 1994 und 1999 auf den zweiten Platz vorstoßen können, wobei sie ihre Bestmarke mit 28,4 % im Jahr 1999 erreichte. Die Grünen – Die Grüne Alternative (GRÜNE) erzielten im Regionalwahlkreis Steiermark Nord-West meist um die fünf Prozent der Stimmen und belegten bis 2006 mit einer Ausnahme immer den vierten Platz. 2008 wurden sie vom Bündnis Zukunft Österreich (BZÖ) überholt, das 11,7 % erreichte.

## Wahlergebnisse
| Nationalratswahlen im Regionalwahlkreis Steiermark Nord-West | Nationalratswahlen im Regionalwahlkreis Steiermark Nord-West | Nationalratswahlen im Regionalwahlkreis Steiermark Nord-West | Nationalratswahlen im Regionalwahlkreis Steiermark Nord-West | Nationalratswahlen im Regionalwahlkreis Steiermark Nord-West | Nationalratswahlen im Regionalwahlkreis Steiermark Nord-West | Nationalratswahlen im Regionalwahlkreis Steiermark Nord-West | Nationalratswahlen im Regionalwahlkreis Steiermark Nord-West | Nationalratswahlen im Regionalwahlkreis Steiermark Nord-West | Nationalratswahlen im Regionalwahlkreis Steiermark Nord-West |
| Wahltermin                                                   | GM                                                           |                                                              | SPÖ                                                          | ÖVP                                                          | FPÖ                                                          | GRÜNE                                                        | BZÖ                                                          | LIF                                                          | Sonstige                                                     |
| ------------------------------------------------------------ | ------------------------------------------------------------ | ------------------------------------------------------------ | ------------------------------------------------------------ | ------------------------------------------------------------ | ------------------------------------------------------------ | ------------------------------------------------------------ | ------------------------------------------------------------ | ------------------------------------------------------------ | ------------------------------------------------------------ |
| 9. Oktober 1994                                              |                                                              | Stimmenanteile (%)                                           | 45,2                                                         | 20,5                                                         | 23,1                                                         | 5,2                                                          | -                                                            | 4,4                                                          | 1,6                                                          |
| 9. Oktober 1994                                              | 4                                                            | Grundmandate                                                 | 1                                                            | 0                                                            | 0                                                            | -                                                            | -                                                            | 0                                                            | 0                                                            |
| 17. Dezember 1995                                            |                                                              | Stimmenanteile (%)                                           | 48,4                                                         | 22,4                                                         | 20,8                                                         | 3,3                                                          | -                                                            | 3,6                                                          | 1,5                                                          |
| 17. Dezember 1995                                            | 4                                                            | Grundmandate                                                 | 1                                                            | 0                                                            | 0                                                            | 0                                                            | -                                                            | 0                                                            | 0                                                            |
| 3. Oktober 1999                                              |                                                              | Stimmenanteile (%)                                           | 42,8                                                         | 20,5                                                         | 28,4                                                         | 4,4                                                          | -                                                            | 1,9                                                          | 2,0                                                          |
| 3. Oktober 1999                                              | 4                                                            | Grundmandate                                                 | 1                                                            | 0                                                            | 1                                                            | 0                                                            | -                                                            | 0                                                            | 0                                                            |
| 24. November 2002                                            |                                                              | Stimmenanteile (%)                                           | 46,9                                                         | 36,6                                                         | 9,8                                                          | 5,1                                                          | -                                                            | 0,8                                                          | 0,8                                                          |
| 24. November 2002                                            | 3                                                            | Grundmandate                                                 | 1                                                            | 1                                                            | 0                                                            | 0                                                            | -                                                            | 0                                                            | 0                                                            |
| 1. Oktober 2006                                              |                                                              | Stimmenanteile (%)                                           | 46,7                                                         | 30,8                                                         | 9,9                                                          | 5,3                                                          | 2,8                                                          | -                                                            | 4,5                                                          |
| 1. Oktober 2006                                              | 3                                                            | Grundmandate                                                 | 1                                                            | 1                                                            | 0                                                            | 0                                                            | 0                                                            | -                                                            | 0                                                            |
| 28. September 2008                                           |                                                              | Stimmenanteile (%)                                           | 38,2                                                         | 21,4                                                         | 17,6                                                         | 5,7                                                          | 11,7                                                         | 1,2                                                          | 4,2                                                          |
| 28. September 2008                                           | 3                                                            | Grundmandate                                                 | 1                                                            | 0                                                            | 0                                                            | 0                                                            | 0                                                            | 0                                                            | 0                                                            |